# 大坪街道
大坪街道，是中华人民共和国重庆市渝中區下辖的一个乡镇级行政单位。

## 行政区划
大坪街道下辖以下地区：
马家堡社区、浮图关社区、肖家湾社区、大黄路社区、袁家岗社区、七牌坊社区、大坪正街社区和天灯堡社区。

## 交通
- 大坪站